# Shiva Baby
Shiva Baby (bra: Shiva Baby) é um filme de comédia de 2020 escrito e dirigido por Emma Seligman. Uma coprodução dos Estados Unidos e Canadá, o filme é estrelado por Rachel Sennott que interpreta Danielle, uma jovem judia bissexual que vai a um shivá com seus pais Joel (Fred Melamed) e Debbie (Polly Draper). Outros convidados incluem sua bem-sucedida ex-namorada Maya (Molly Gordon), e seu sugar daddy Max (Danny Deferrari) com sua esposa Kim (Dianna Agron) e a filha do casal. O filme também possui participações de Jackie Hoffman, Deborah Offner, Rita Gardner e Sondra James em papéis coadjuvantes.
Adaptado do curta-metragem de mesmo nome de 2018 criado pela própria Emma Seligman, Shiva Baby estreou online no festival South by Southwest de 2020 e teve sua primeira exibição pública no Festival Internacional de Cinema de Toronto de 2020, devido à pandemia de COVID-19. Shiva Baby foi lançado nos cinemas e no streaming em 2 de abril de 2021. Os eventos do filme acontecem quase inteiramente em tempo real e em um único local, enquanto Danielle explora suas perspectivas românticas e profissionais sob a intensa vigilância de sua família, amigos e vizinhos críticos.
Shiva Baby recebeu críticas positivas dos críticos. O filme foi elogiado pela sua representação de bissexuais e judeus, ao mesmo tempo que foi descrito como acessível para pessoas que não fazem parte desses grupos e por transmitir efetivamente a claustrofobia indutora de ansiedade. Seligman foi elogiada por desenhar com sucesso a tensão dentro do filme, especialmente por Shiva Baby ser seu longa-metragem de estreia, e ganhou vários prêmios por seu roteiro. O elenco e a trilha sonora de Ariel Marx, semelhante à de um filme de terror, também foram elogiados.

## Enredo
A estudante universitária Danielle e seu sugar daddy Max fazem sexo antes que ela se apresse para comparecer a uma shivá com seus pais, Joel e Debbie. Antes da shivá, na casa da sua tia Sheila, Danielle é ensinada pela mãe a responder às perguntas sobre sua vida desorganizada. Dentro da casa, os membros da comunidade judaica local a comparam com sua ex-namorada Maya, que é adorada pelos vizinhos e está prestes a ingressar na faculdade de Direito. Max, que é um ex-colega de Joel, chega na cerimônia e Debbie insiste em apresentá-lo a Danielle na esperança de que um dos parentes dele a contrate. Eles têm uma conversa estranha e Debbie choca Danielle ao contar que Max é casado.
Oprimida pelos vizinhos curiosos, Danielle é ainda mais afetada pela chegada de Kim, a esposa aparentemente perfeita mas não judia de Max, e a filha bebê do casal, Rose. Depois de rasgar acidentalmente sua meia-calça e machucar a perna, Danielle vai ao banheiro, onde tira uma foto sem camisa e manda para Max. Ela é interrompida e acidentalmente deixa seu celular no banheiro. Incapaz de desviar o olhar de Max e sua família, Danielle se oferece a limpar o vômito de uma criança em uma sala adjacente para escapar. Maya vai ajudá-la e flagra Danielle olhando repetidamente para Max. Maya acha que os olhares são, na verdade, para Kim e tenta avaliar o interesse de Danielle, enquanto Danielle tenta desmerecer a beleza e o sucesso de Kim.
Danielle é relutantemente apresentada a Kim, que está interessada em conversar e contratá-la, embora Danielle esteja com ciúmes e rejeite sua oferta de emprego. Também é revelado que Kim é quem sustenta a família e logo, sem saber, o relacionamento de Max e Danielle. Kim fica desconfiada quando percebe que Danielle está usando o mesmo modelo de uma pulseira cara que Max deu a ela. Max derrama café em Danielle, levando-a a ter uma breve conversa com sua mãe. Maya também tenta falar com ela, mas Max interrompe a conversa das duas; irritada, Maya revela em voz alta detalhes de seu relacionamento passado com Danielle, enquanto Max tenta determinar se Danielle ainda está interessada nele. Após a conversa, Danielle segue Max ao banheiro e tenta fazer sexo oral nele, mas ele vai embora. Chateada, Danielle sai e encontra Maya fumando ao lado da casa. As duas admitem que sentem falta uma da outra e se beijam apaixonadamente. Maya está animada, mas depois encontra o celular de Danielle no banheiro e lê notificações de um aplicativo de sugar babies; irritada, ela provoca Danielle sobre o telefone sem revelar onde está. A ansiedade de Danielle cresce quando ela encontra Kim com seus pais novamente, tendo uma conversa comedida na qual ela se comporta erraticamente e sugere que Max usa o apartamento vago do casal no SoHo como um apartamento de solteiro. Quando Kim pergunta se Danielle está namorando, Joel começa a falar sobre sua vida amorosa fracassada e implora aos convidados próximos que cantem uma canção que eles costumavam cantar para Danielle quando ela era um bebê; Danielle se sente infantilizada e imagina Kim cantando e exibindo seu relacionamento com Max.
Os convidados então se reúnem para rezar, com Rose gritando até que Kim a leve embora da sala. Max segue Danielle até a cozinha e eles discutem, encerrando o relacionamento. Kim aparece e diz a Max que eles devem ir embora, e Danielle vai perguntar aos pais dela se eles podem ir embora também. Momentos depois, Kim encontra Danielle para devolver o celular, e tenta forçá-la a segurar Rose, dizendo que precisa de ajuda para alimentá-la. Danielle tenta recusar quando Max chega e discute com Kim sobre a bebê, o que leva Danielle a acidentalmente derrubar um vaso. Danielle tenta limpar a bagunça, mas tem um colapso no chão na frente dos convidados e é consolada por sua mãe e Maya. Debbie sugere que, como uma desculpa para sair do ambiente, elas levem uma idosa a seu carro, e Maya e Danielle se reconectam enquanto ajudam a levar as coisas da idosa para fora. Todos são persuadidos a voltar para casa na van lotada de Joel, com a bebê de Kim e Max gritando enquanto Joel tenta encontrar suas chaves. Maya e Danielle dão as mãos no fundo do carro e sorriem uma para a outra.

## Elenco
- Rachel Sennott como Danielle
- Molly Gordon como Maya
- Danny Deferrari como Max
- Polly Draper como Debbie
- Fred Melamed como Joel
- Dianna Agron como Kim Beckett
- Jackie Hoffman como Susan
- Cilda Shaur como Sheila
- Glynis Bell como Katherine
- Sondra James como Maureen
- Rita Gardner como Sra. Bronstein
- Deborah Offner como Ellie
- Vivien Landau como Roz
- Ariel Eliaz como Rabbi

## Produção

### Desenvolvimento e financiamento
Shiva Baby é uma expansão do curta-metragem de mesmo nome da diretora Emma Seligman, que ela criou como seu projeto de tese enquanto estudava cinema na Tisch School of the Arts, da Universidade de Nova Iorque (NYU). O título se refere tanto a Danielle quanto à bebê trazida para a shivá, Rose. Seligman disse que sentiu que havia espaço para expandir o curta desde o início, mas precisava da motivação da atriz principal Rachel Sennott para começar a trabalhar em um longa-metragem; o longa entrou em produção pouco antes do curta estrear no festival South by Southwest (SXSW) em 2018. Apesar do curta ter sido bem aceito no SXSW, dando confiança a Seligman, ninguém lá estava interessado em fazer um longa de baixo orçamento. Seligman, então, aproximou-se de Katie Schiller, que ela disse ser "a melhor produtora [em sua turma de graduação]", com o incentivo de Sennott. Enquanto desenvolvia o filme, Seligman assistiu ao filme Palo Alto (2013), de Gia Coppola, dizendo que "nunca viu um filme retratar com tanta precisão a natureza sufocante e debilitante das inseguranças de jovens mulheres" como ele. Ela também se inspirou em Krisha (2015), de Trey Edward Shults, e em como sua localização foi usada para contar histórias, o que a levou a ver Shiva Baby através de uma lente de suspense psicológico semelhante. Outras inspirações vieram dos Irmãos Coen, da série de televisão de Joey Soloway Transparent, John Cassavetes e Mike Nichols. O figurino do filme foi baseado em roupas usadas em shivás que a família de Seligman frequentou.
Seligman disse que financiar Shiva Baby foi "provavelmente a coisa mais difícil" que ela e os produtores fizeram; eles buscaram financiamento para o filme durante um ano e receberam algumas ofertas de organizações que, em troca, solicitaram mais controle criativo sobre o filme, algo que eles não estavam dispostos a dar. A produção também sofreu um revés quando Seligman teve que voltar ao Canadá depois de finalizar o curta-metragem, quando seu visto expirou. A cineasta Amanda Kramer, amiga de Seligman, colocou os produtores em contato com Rhianon Jones da Neon Heart Productions, que mais tarde tornou-se produtor executivo do filme; após Jones entrar para a produção, mais investidores se interessaram pelo projeto. A maior parte do financiamento veio de financiamento externo e financiamento independente de pessoas que a equipe de produção conhecia. Seligman disse à Women and Hollywood que usar apenas uma localização no filme também foi uma decisão financeira. O orçamento de Shiva Baby foi de aproximadamente US$ 200.000. O produtor Kieran Altmann conseguiu um financiamento de seus pais, Fiona e Martin Altmann, que foram creditados como produtores executivos. Ele disse que o competitivo mercado cinematográfico de Nova Iorque os ajudou a trabalhar com um orçamento pequeno, pois podiam negociar grandes descontos no aluguel de equipamentos. A equipe do filme também já era amiga dos produtores e a editora Hanna Park era colega de quarto de Seligman.

### Temas
Eu sinto que é bastante universal – muitas mulheres jovens, ou jovens no geral, não tendo valor próprio além da validação sexual. Acho que isso prejudicou minha autoaceitação na faculdade, já que é algo em que foquei muita energia.

– Emma Seligman
O curta-metragem que deu origem a Shiva Baby foi baseado em um cenário fictício que combinava a experiência "desconfortável e divertida" de Seligman em shivás, e a comunidade de mulheres que eram sugar babies que ela conheceu na Universidade de Nova Iorque. Ao adaptar a história para um longa-metragem, a diretora escolheu também abordar sua bissexualidade; o desejo de mostrar mais da personalidade de Danielle e sua sexualidade é uma razão pela qual Seligman resolveu fazer o longa. Ela disse que "se ninguém assistisse o filme exceto algumas jovens bissexuais que se sentiram representadas, então ela sentiria que tinha feito seu trabalho". A personagem Danielle é descrita como compreensível; ela é a "porta de entrada" do filme e todos os outros personagens são vistos sob os olhos dela. Seligman também se interessou em explorar o relacionamento de Max e Kim, e a relação de mãe e filha entre Debbie e Danielle. Além disso, a diretora buscou expandir o tema central de Danielle encontrando sua autoestima através da autonomia sexual, mas "percebendo que isso não é tão poderoso quanto ela pensa que é". A Variety observou que vários roteiros também abordavam a vida de mulheres jovens e empoderadas naquela temporada de filme; A editora Malina Saval escreveu que Shiva Baby mostra através de Danielle como "a pressão para ser perfeita se manifesta na vida das mulheres muito antes do casamento e filhos entrarem em foco", e explora como o poder do sexo é limitado.
Karina Solórzano, do Festival Internacional de Cinema de Los Cabos, escreveu que Shiva Baby possui "os mesmos elementos de alguns dos filmes mais populares de Woody Allen – incluindo a família judaica e vários amantes – mas Seligman tem sua própria visão e oferece algo diferente", e que o filme "segue o caminho contrário ao promovido por [...] Disobedience, mas isso não é o ponto central do enredo; Seligman não trata os protagonistas queer como excepcionais ou desobedientes". Solórzano também comparou os temas da juventude abordados aos de Booksmart (2019), e a tensão do filme à de Uncut Gems (2019). Ela também discutiu a relevância de outros temas em Shiva Baby, incluindo as inseguranças de Danielle; os conflitos religiosos e culturais que envolvem a sexualidade da protagonista; relacionamentos femininos complexos; e a honestidade que vem com os encontros familiares.

### Escolha do elenco
A roteirista e diretora Emma Seligman conheceu a atriz principal Rachel Sennott na Universidade de Nova Iorque, quando Sennott atuava em filmes que eram projetos de tese de outros estudantes e fazia esquetes cômicas. Pensando que ela se parecia com uma pessoa que "alguém encontraria em um evento familiar", Seligman escalou Sennott para a sua própria tese, o curta-metragem Shiva Baby. Sennott foi mantida no papel de Danielle quando Seligman começou a adaptar Shiva Baby para um longa-metragem; elas formaram um vínculo colaborativo e Seligman "nunca pensou em escalar outra pessoa" embora, ao contrário da personagem, Sennott não seja queer nem judia. A atriz trabalhou com Seligman para desenvolver a personagem durante os dois anos de produção que começaram com a realização do curta-metragem e leu todos os rascunhos do roteiro. Alguns do potenciais financiadores do filme pediram aos produtores que considerassem substituir Sennott por uma atriz mais conhecida. Após Sennott a primeira atriz a ser escalada foi Molly Gordon, que interpretou o interesse amoroso de Danielle, Maya, sem fazer um teste de química com Sennott; elas se conheceram apenas um dia antes das filmagens começarem. Seligman disse que sofreu de síndrome do impostor ao trabalhar com o elenco, especialmente após ensaiar uma cena entre Danielle e Maya e não conseguir realizá-la. Após Gordon, a atriz Dianna Agron foi escalada para interpretar Kim. Agron estava em Israel quando recebeu o roteiro, e conheceu Seligman em Nova Iorque logo após retornar da viagem. Seligman disse que, como uma atriz judia, Agron estava animada para "finalmente" atuar em um filme judaico, apesar de interpretar a única personagem que não é judia. Através de conversas com a atriz, foram acrescentadas falas alusivas à ascendência judaica da personagem. A produtora Lizzie Shapiro disse ao Ynet que Agron "trouxe ao papel uma dinâmica diferente do que significa ser um judeu com a aparência [que ela tem]". Alguns críticos comentaram que a escalação de Dianna Agron para o papel é um exemplo de intertextualidade e "uma piada interna". Danny Deferrari foi o último ator a ser escalado para o filme, aceitando o papel de Max alguns dias antes das filmagens começarem.
A escolha do elenco foi um desafio; o filme foca nas culturas queer e judaica, então a diretora Emma Seligman e os produtores queriam encontrar atores que "se sentissem autênticos com o material". Seligman achou que era importante escalar atores judeus, mas estava aberta a outras pessoas se sentisse que elas parecessem perfeitas para o papel. Em uma entrevista ao The Hindu, Seligman disse que a representação queer autêntica no filme era uma "questão mais complicada". A diretora de elenco Kate Geller procurou boa parte do elenco na comunidade teatral judaica de Nova Iorque. Devido ao baixo orçamento, os produtores queriam escalar apenas atores que morassem na cidade de Nova Iorque. A única exceção foi Fred Melamed, que foi trazido de Los Angeles pela produção. Melamed aceitou o papel de Fred ao apenas ler o roteiro. Sem o conhecimento de Seligman, vários membros do elenco já se conheciam; Melamed e Polly Draper (que interpreta sua esposa Debbie) eram amigos da escola de teatro da Universidade Yale. A diretora usou isso como uma vantagem no set, embora Draper inicialmente tenha sido escalada para interpretar um papel diferente no filme. A produção queria uma atriz judia para o papel de Debbie, mas Seligman disse que Draper "a enfeitiçou", e que "[ela] tinha que dizer sim". A própria mãe da diretora quis que Draper interpretasse a mãe da protagonista no filme.

### Filmagem
Shiva Baby foi filmado por dezesseis dias em agosto de 2019 em um Airbnb localizado em Flatbush, no Brooklyn. Seligman escolheu a casa por causa do seu interior em madeira escura e vitrais que proporcionavam uma atmosfera semelhante à do filme Yentl (1983). As gravações foram inicialmente planejadas para começarem no verão do hemisfério norte de 2018, mas foram adiadas para o ano seguinte; Emma Seligman queria adiá-las novamente para 2020 para ter mais tempo para arrecadar dinheiro, mas a atriz Rachel Sennott estabeleceu uma "data limite". O filme se passa quase inteiramente em um lugar só durante apenas um dia. Após explorar a casa, Seligman construiu uma réplica do primeiro andar em Lego, e usou isso para planejar as tomadas do filme. Ela disse que alguns dos principais problemas eram relacionados à continuidade do filme, já que estava trabalhando com atores que nem sempre estavam disponíveis ao mesmo tempo. A produção teve apenas "dois dias em que [eles] tiveram todo o elenco [principal] de seis pessoas juntos ao mesmo tempo". Outro impasse era o choro constante do bebê que interpretou Rose; Seligman disse que essa foi uma "experiência de aprendizado" que a levou a retrabalhar algumas cenas para um contexto onde há um bebê chorando. A cena de abertura, ambientada antes do shivá no apartamento de Max, foi filmada no último dia. Seligman, com uma equipe e elenco majoritariamente femininos, sentiu-se preparada para esta e outras cenas que envolviam um nível maior de intimidade, mas descobriu durante as filmagens que as cenas eram mais vulneráveis e exigiam mais sensibilidade.
A diretora de fotografia Maria Rusche usou uma câmera Arri Alexa XT para gravar em resolução 2K e no formato Apple ProRes 4444. Quase metade do filme foi gravada com câmeras de mão. Seligman e Rusche inicialmente consideraram gravar Shiva Baby como uma comédia romântica, mas "o gancho de ansiedade foi o que [elas] encontraram para definir o tom na maior parte do processo". Rusche discutiu suas escolhas de equipamento com Chris O'Falt, do IndieWire, explicando que para capturar a claustrofobia e ansiedade do filme da maneira que eles queriam, eles precisavam ter Danielle cercada de pessoas, mas ainda assim permitir que os personagens do elenco principal interagissem uns com os outros. Para conseguir esse resultado, Rusche decidiu usar uma lente anamórfica para que vários personagens pudessem ser capturados juntos por meio de um campo de visão mais amplo, mas ao mesmo tempo se distinguindo dos personagens de fundo graças à profundidade da lente. A produção também optou por usar a distorção natural da imagem para enfatizar a ansiedade de Danielle; Rusche disse que o efeito das lentes utilizadas "ajudou a fazer parecer que as paredes da casa poderiam, literalmente, desabar sobre ela" e que tinha "um bom equilíbrio de distorção das bordas, mas sem perder muita nitidez nelas".

### Música
Seligman não tinha certeza se queria usar uma trilha sonora para Shiva Baby pois estava buscando o realismo, mas resolveu usá-la para desviar o foco das conversas de fundo e representar as emoções de Danielle. Seligman queria que a trilha utilizasse instrumentos de cordas para representar a música Klezmer mas sem ser avassaladora, em um "ponto ideal" que, segundo ela, o compositor Ariel Marx alcançou. Marx também sugeriu que a trilha fosse adicionada a algumas cenas que não haviam sido originalmente planejadas para recebê-la, as tornando mais estressantes. Além de compor, Marx tocou instrumentos de corda enquanto Sam Mazur contribuía com a percussão.

A trilha sonora de Shiva Baby recebeu críticas positivas. Stephen Saito, do Moveable Fest, a descreveu como a versão de Marx do tema de Tubarão (1975). Escrevendo para o IndieWire, Judy Dry disse que a "trilha sonora em instrumentos de corda aumenta a tensão, embora esta técnica perca sua força após alguns usos excessivos", e Katie Rife do The A.V. Club a elogiou, comparando a trilha com o trabalho de Harry Manfredini, responsável pela trilha sonora dos filmes da franquia de terror Sexta-Feira 13. Andrew Parker, do The GATE, também abordou o tom de terror da trilha, dizendo que a sua contribuição para a narrativa claustrofóbica funcionou bem. O The Film Stage a listou como uma das melhores trilhas sonoras de 2021.
| Trilha sonora  |                       |         |  |
| N.º            | Título                | Duração |  |
| 1.             | "Danielle"            | 1:31    |  |
| 2.             | "Shiva Baby"          | 4:53    |  |
| 3.             | "Max"                 | 1:02    |  |
| 4.             | "Anxiety Attack"      | 3:46    |  |
| 5.             | "Kim"                 | 1:39    |  |
| 6.             | "Dizzy"               | 1:49    |  |
| 7.             | "Baby"                | 1:46    |  |
| 8.             | "Trying To Escape"    | 2:19    |  |
| 9.             | "The Truth Comes Out" | 1:22    |  |
| 10.            | "Who Died?"           | 1:40    |  |
| Duração total: | Duração total:        | 21:47   |  |

## Lançamento e divulgação
Shiva Baby estava programado para estrear no festival South by Southwest (SXSW) em 2020; após o cancelamento do festival devido à pandemia de COVID-19, o filme foi exibido online em abril de 2020. Os produtores enviaram o filme ao Festival Sundance de Cinema, e embora a data limite de envio tenha sido prorrogada para que pudessem trabalhar na pós-produção, o filme não foi aceito. Altmann disse que, apesar de ter sido decepcionante ser rejeitado em um festival como Sundance, o objetivo principal da equipe era que o filme fosse exibido no SXSW, pois foi onde o curta-metragem também estreou. Shiva Baby também foi exibido online em vários festivais em agosto e setembro de 2020, e teve sua primeira exibição física no TIFF Bell Lightbox para o Festival Internacional de Cinema de Toronto (TIFF). No lugar de eventos presenciais houve sessões de videoconferência com perguntas e respostas do elenco e da diretora.
Em setembro de 2020, pouco antes do TIFF, a Utopia adquiriu os direitos de distribuição de Shiva Baby. O filme teve um lançamento limitado nos cinemas e em vídeo sob demanda em 26 de março de 2021 no Canadá pela distribuidora Pacific Northwest Pictures, e em 2 de abril de 2021, após a reabertura dos cinemas nos Estados Unidos. A trilha sonora foi lançada no mesmo dia. A Utopia vendeu o filme para várias plataformas de streaming: na Espanha Shiva Baby ficou disponível no Filmin, e em vários países no Mubi em 11 de junho de 2021, em homenagem ao mês do orgulho LGBTQIA+. O filme também teve um lançamento limitado nos cinemas do Reino Unido em junho de 2021, e estreou nacionalmente na Austrália no início de julho. O Festival Internacional de Cinema LGBT de Tel Aviv adquiriu os direitos de distribuição em Israel. O filme entrou para o catálogo da HBO Max nos Estados Unidos em julho de 2021, com a HBO e Seligman desenvolvendo um piloto baseado na premissa do filme.
O primeiro cartaz e trailer do filme foram lançados em 18 de fevereiro de 2021. O pôster foi feito pela High Council, com a revista Nylon observando que ele captura o estilo do filme: "Sennott vestida com esmero em alta costura judaica é nada menos que puro camp." O segundo trailer foi lançado em 29 de março de 2021, e o trailer britânico em 27 de maio.

## Recepção

### Audiência
Shiva Baby tornou-se o filme mais assistido da plataforma de streaming Mubi em 2021 no início de agosto, e terminou o ano ainda na primeira posição. O filme teve uma execução contínua recorde de dezesseis semanas (2 de abril a 22 de julho de 2021) no Quad Cinema, em Nova Iorque.

### Crítica
No agregador de críticas Rotten Tomatoes, 97% das 147 resenhas são positivas, com uma nota média de 7,9/10. O consenso da crítica do website diz: "Um cartão de visita lamentavelmente engraçado para a diretora estreante Emma Seligman, Shiva Baby transcende sua configuração de sitcom com performances fortes e insights satisfatórios." No Metacritic, o filme possui uma média ponderada de 79/100 baseada em 24 avaliações, indicando "críticas geralmente favoráveis".
Brian Bromberger do The Bay Area Reporter disse que Shiva Baby "pode ser um dos melhores filmes bissexuais já feitos", e Alex de Vore, escrevendo para o Santa Fe Reporter, disse que o final do filme é "um dos momentos mais significativos de esperança já feitos no cinema". Madeline Ducharme, da Slate, disse que Shiva Baby e a personagem Danielle são "um passo à frente para a representação bissexual no cinema", e Aspen Nelson, da Incluvie, disse que o filme "será lembrado como um filme crucial para a representação de jovens judeus no cinema." A atuação de Sennott foi apontada como uma das melhores estreias de 2020.
Shiva Baby foi elogiado por ser um longa-metragem de estreia. Jon Frosch, do The Hollywood Reporter, disse que o filme é digno de comparação com filmes feitos por outros diretores mais tarde em suas carreiras, dizendo especificamente que pode ser uma versão mais suave de Um Homem Sério (2009), dos irmãos Coen. Outros críticos observaram a juventude de Seligman nesses termos; na revista Script, Tom Stempel a comparou com Orson Welles "quando ele fez você sabe o quê" e, escrevendo para a Vanity Fair, Jordan Hoffman a comparou com Steven Spielberg fazendo Duel. Shiva Baby também recebeu elogios pela forma com que abordou temas modernos. Aspen Nelson escreveu que "é preciso uma nova perspectiva sobre o estereótipo [do millenial confuso] que espelha a experiência e compele a emoção". Vários críticos ficaram impressionados com o fato de Shiva Baby não apresentar o trabalho sexual de Danielle de forma negativa, e Allyson Johnson do The Young Folks sentiu que, embora o filme seja ostensivamente coming-of-age, "o que o torna tão instantaneamente transcendente de alguns dos seus contemporâneos é o quanto [o filme] reconhece que [...] Danielle é apenas uma pirralha, às vezes". Outros notaram que, embora Shiva Baby esteja enraizado em sua identidade judaica, é um filme compreensível e sua comédia "esquisita" é universal. Frosch sentiu que o filme poderia ter explorado alguns dos seus temas mais profundamente. Houve também opiniões divergentes sobre a duração do filme: Kate Taylor, do The Globe and Mail, achou que o filme se estendeu por muito tempo, enquanto Jason Gorber, do /Film, escreveu que "o tempo de execução de 77 minutos significa que o filme nunca ultrapassa seu tempo ideal".
Outras análises elogiaram os personagens e o elenco no centro do filme. Juan Antonio Barquin, do Miami New Times, escreveu que o elenco incorpora a especificidade e os relacionamentos complexos dos seus personagens. No The Film Stage, Zhuo-Ning Su comparou o elenco ao de Ma Rainey's Black Bottom (2020), o descrevendo como um "grupo de gênios da comédia". Frosch comentou que o roteiro de Seligman pode apoiar-se muito em estereótipos, mas que isso é mitigado pelo elenco talentoso. No papel principal, Rachel Sennott foi o destaque em várias resenhas, com Andrew Parker dizendo que ela fez uma "performance maravilhosa e de estrela". Outros críticos analisaram a química entre as personagens de Sennott e Gordon e destacaram outros atores.

### Prêmios e indicações
Shiva Baby recebeu vários prêmios e indicações, particularmente pelo roteiro e direção de Emma Seligman em seu longa-metragem de estreia, e pela atuação da protagonista Rachel Sennott. Seligman foi indicada a um Prêmio do Sindicato dos Diretores da América; a diretora de elenco Kate Geller ganhou um prêmio da Casting Society of America; e o filme venceu o Prêmio John Cassavetes nos Prêmios Independent Spirit em 2022. Shiva Baby também entrou na lista dos dez melhores filmes independentes de 2021 no National Board of Review, e a diretora de arte Cheyenne Ford foi selecionada para o conjunto de melhores estreantes de 2021 dos Estados Unidos no BAFTA pelo seu trabalho no filme.